# Ode to J. Smith
Az Ode to J. Smith című album a skót alternatív rock együttes, a Travis hatodik nagylemeze, amely 2008. szeptember 29-én jelent meg az Egyesült Királyságban. Az Egyesült Államokban 2008. november 4-én jelent meg. Az első kislemez az albumról a Something Anything 2008. szeptember 15.-én lett kiadva, és annak ellenére, hogy a Travis-rajongók pozitív fogadtatásban részesítették az együttes új kislemezét, a Something Anything nem volt túl sűrűs sugározva a médiában. Az Ode to J. Smith a Brit Album listán a 20. helyet érte el és három héten volt fent azon. A Billboard 200-as listán a nagylemez a 122. helyet érte el.

## A kiadás körülményei, előzmények
Az együttes 2007 decemberében kijelentette, hogy 2008 februárjában egy kisebb turnét tartanak az Egyesült Királyság területén, öt különböző helyen, amelyeknek mindegyike kisebb klub. Kicsivel később már igényt tartottak a hatodik nagylemez stúdiófelvételére. Az együttes énekese és dalszövegírója, Fran Healy azt szerette volna, hogy a lemez hanganyagát felvegyék két héten belül, ami annak volt köszönhető, hogy az előző nagylemezüket, a The Boy With No Name-t egyszerűen és gyorsan sikerült rögzíteniük a Beatles hangmérnökével, Geoff Emerick-kel, miközben részt vettek a BBC által szervezett Sgt. Pepper's Lonely Hearts Club Band című Beatles album 40. évfordulóján. Az együttes kipróbálta az új anyagokat a februári brit kis turnén. 2008. februárjában derült fény arra a tényre, hogy a Travis megszakította a kapcsolatot az Independiente Records-szal, ,,véget ért a közös munkánk és úgy döntöttünk, hogy ideje megújulni", mondta Healy.
Februárban, márciusba átnyúlva két hét alatt vette fel az albumot a RAK Studios-ban, Londonban. Ezután Healy márciusban New Yorkban utazott és áprilisra elkészült a lemez összeállítása. A lemez borítója egy szemet ábrázol, ami a valós mása az 1980-as években kiadott Someone Like You című Roald Dahl novelláskötet dizájnjának. Fran Healy az együttes hivatalos oldalán jelentette ki, hogy az ezer példányban másolt J. Smith már megvásárolható 2008. június 30-tól, mint EP, J. Smith EP címmel, ami két új dalt is tartalmaz. Ezzel együtt Healy közölte, hogy az EP nem a hivatalos első kislemez az albumról, és nem összetévesztendő a Something Anything-gel. Az EP-t a Red Telephone Box Recordsnál adták ki, ami korábban, még tizenkét évvel korábban hozott létre a Travis, hogy kiadja az együttes történetének első EP-jét, az All I Want to Do Is Rock-ot. A J. Smith EP szerepe az volt, hogy ízelítőt adjon a rajongóknak a közeljövőben kiadásra kerülő albumból.
Fran Healy azt állította, hogy "az album címe az Ode to J. Smith lett, hogy megjelölje a központi dalt, és hogy jelezze: a dalok névtelen karakterekről vagy névtelen karakterekhez lettek írva." Az albumot úgy jellemezte, mint egy regényt tizenkét fejezettel, melynek minden egyes fejezete egy dal. 2099 tavaszán, az élő előadások során Healy azt állította, hogy a Friends című szám a ,,regény" főszereplőjének, J. Smith barátnőjének látószögéből íródott és arról szól, hogy vannak olyan barátok, akik csak arra vannak, hogy szívességeket kérjenek és nyújtsanak. A nagylemez a saját kiadójuknál, a Red Telephone Box-nál lett kiadva, ahogyan a J. Smith EP, és a Something Anything című kislemez is. Az album 2008. szeptember 29-én lett kiadva. Az együttes ekkor kihirdette a 12 állomásos brit turnéjukat, amelyeken a Someting Anything kislemez, a J. Smith EP és az Ode to J. Smith dalai hangzottak el. A második kislemez a Song to Self lett, amely 2009. január 5-én lett kiadva.
Az Ode to J. Smith pozitív értékelést kapott a zenekritikusoktól. A korai értékelések alapján a hatodik nagylemez az együttes legjobb lemezének mondható. 2008 decemberében a Travis nagylemeze a Q Magazine ,,Readers' Best Albums Of 2008" listán a 28. helyet érte el.

## Számlista
Az összes dal szerzője A dalok zenéjét Fran Healy írta, kivéve ahol az külön meg van jegyezve. 
|     | Cím                   | Szerző(k)                 | Hossz |
| --- | --------------------- | ------------------------- | ----- |
| 1.  | Chinese Blues         |                           | 3:46  |
| 2.  | J. Smith              |                           | 3:04  |
| 3.  | Something Anything    | Healy, Dougie Payne       | 2:22  |
| 4.  | Long Way Down         | Healy, Payne              | 2:39  |
| 5.  | Broken Mirror         |                           | 3:12  |
| 6.  | Last Words            | Healy, Payne              | 4:11  |
| 7.  | Quite Free            | Healy, Payne, Andy Dunlop | 4:00  |
| 8.  | Get Up                | Healy, Payne              | 3:13  |
| 9.  | Friends               |                           | 3:24  |
| 10. | Song to Self          |                           | 3:46  |
| 11. | Before You Were Young |                           | 3:19  |

| 12. | Sarah | 4:26 |

## Top listák
| Lista neve (2008)   | Helyezés |
| ------------------- | -------- |
| Brit album lista    | 20       |
| Osztrák album lista | 36       |
| Svájci album lista  | 16       |
| Francia Top 150     | 87       |
| Német album lista   | 49       |
| Olasz album lista   | 95       |
| Norvég album lista  | 27       |
| Mexikói album lista | 25       |
| U.S Billboard 200   | 122      |